# Effectpedaal

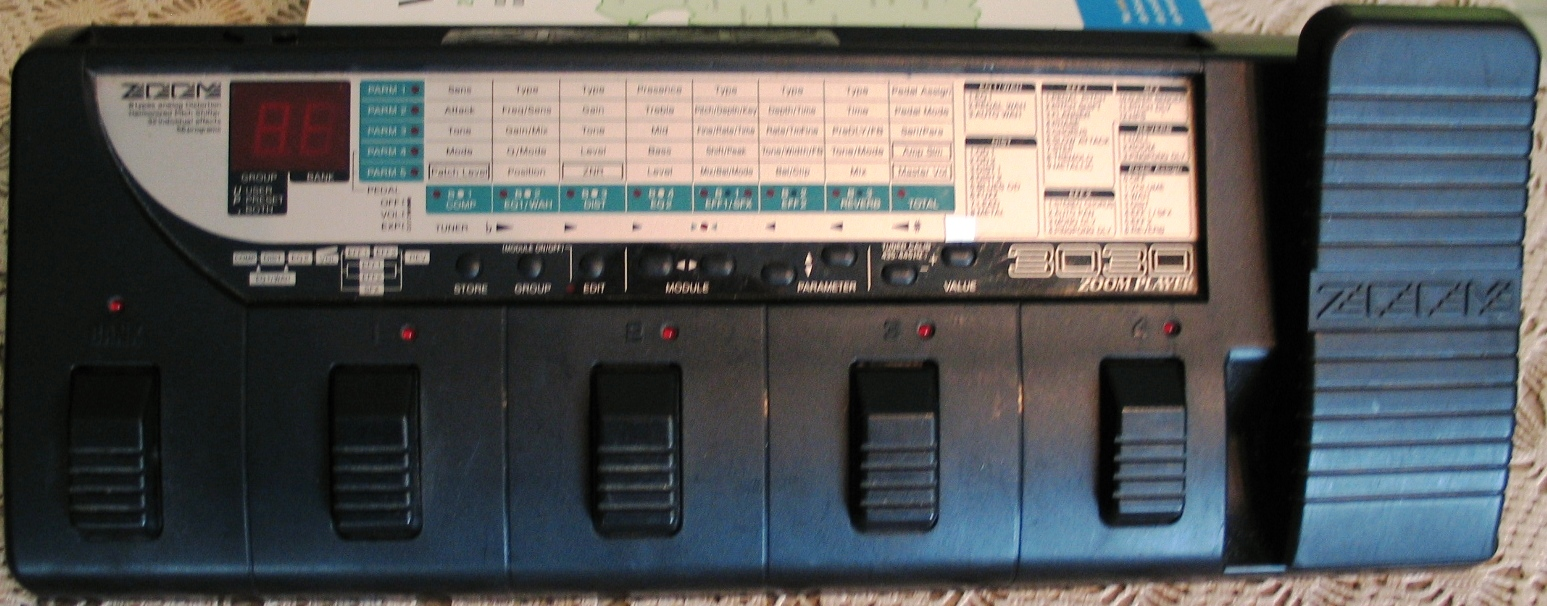
Zoom 3030-pedaal multi-effectpedaal

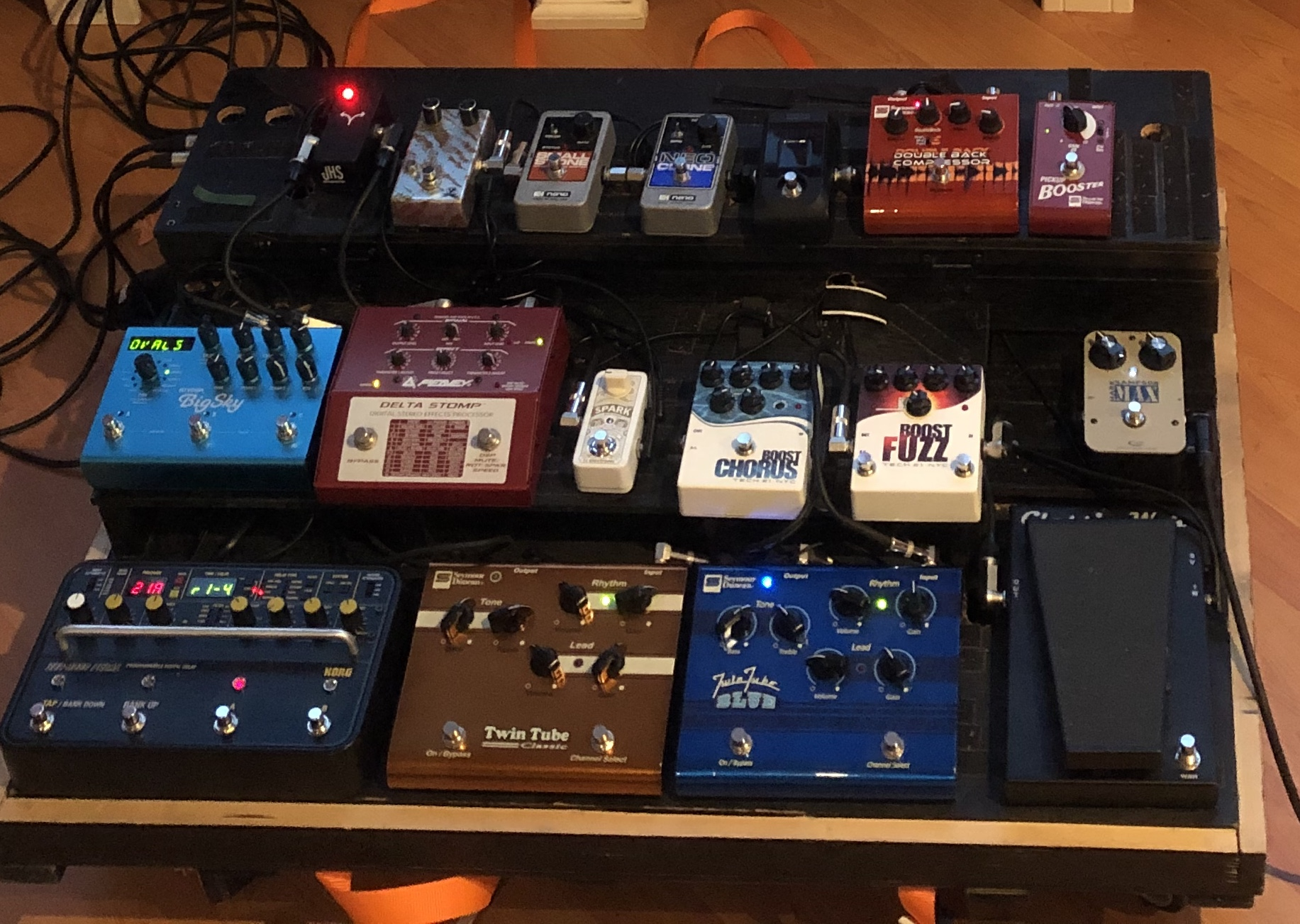
Losse effectpedalen op een pedal board

Een effectpedaal (Engels: stompbox of effect pedal), in gitaristenjargon ook wel 'trapbak' of 'trapdoos' genoemd, is een elektronisch apparaat dat veelal door gitaristen gebruikt wordt. Het dient om het geluid te vervormen of manipuleren en op die manier allerlei effecten te produceren. Door deze apparaten in pedaalvorm te hebben kunnen ze met de voet bediend worden terwijl de gitarist/bassist de handen vrij heeft om door te spelen.

## Werking
Effectpedalen kunnen in 3 categorieën worden verdeeld:
1. Stompboxes: (meestal kleine) pedaaltjes met een werking die aan en uit te schakelen is.
2. Footswitches - voetschakelaars om versterkers, effectapparatuur of effect-software op afstand te bedienen
3. Multi-effectpedalen: veel effecten in een apparaat verwerkt die in geheugenplaatsen zijn op te slaan, om ze zo in één keer op te roepen.

Stompboxes en interne effecten in multi-effecten zijn naar werking onder te verdelen in:
- Volume en vervorming - overdrive, distortion, fuzz, volume boost, compressor/limiter.
- Modulatie - chorus, flanger, phase shifter tremolo.
- Toonregeling - equalizer, treble boost, mid boost, wah-wah, envelope filters.
- Toonhoogteregeling - pitch shifter, detune-chorus, whammy.
- Tijd - galm (reverb) en echo (delay)

## Geschiedenis
Midden jaren 60 kwamen de eerste effectpedalen op de markt. Dit waren veelal treble-boosters, fuzzboxes en wah-wah-pedalen. Ook de Uni-vibe, een vroege poging om het effect van en lesliespeaker te simuleren, komt uit die tijd. In de jaren 70 kwamen daar de meeste andere effecten bij. In de jaren 80 ontstonden de eerste multi-effecten en digitale effecten. Eind jaren 90 kon men met behulp van digitale modelleertechnologie de eerste digitale 'klonen' maken.

## Basistechniek

### Voeding
Veruit de meeste pedalen hebben een aansluiting voor een 9 volt centernegative barelplug. Dit is eind jaren 1980 de standaard geworden. Voor die tijd hadden verschillende merken verschillende aansluitingen en voedingsspanningen. Pedalen die naar “vintage” specificaties zijn gebouwd hebben vaak een afwijkende voedingsspanning zoals 12 of 15 volt. Ook vereist de techniek van sommige pedalen een andere spanning. Dit geldt bijvoorbeeld voor pedalen met elektronenbuizen en sommige krachtige digitale processors.
Veel pedalen hebben ook een batterijencompartiment voor een 9 volt batterij. Bij mini pedalen die de sinds ca. 2010 in opkomst zijn is er meestal geen ruimte voor een batterij. Bij de meeste pedalen maakt het voor de klank niet uit of een goede externe adapter wordt gebruikt of een batterij. Bij veel Fuzz-pedalen maakt dat vaak wel uit. Er zijn gitaristen die zweren bij batterijgevoede fuzz-pedalen. Er bestaan ook voedingen die de werking van een batterij simuleren waarbij ook de leeftijd van de te simuleren batterij is in te stellen.

### Gebufferd of true-bypass
Er zijn twee manieren waarop effecten in- en uitgeschakeld kunnen worden:
1. Gebufferd - Boss, Maxon, Ibanez, Tech 21
2. True bypass - Electro Harmonix, Hardwire, Seymour Duncan, MXR, Mooer

True bypass wil zeggen dat er geen schakeling tussen de gitaar en de versterker zit wanneer het effect uit is. Gebufferd wil zeggen dat het pedaal, wanneer het effect uit is, een neutrale voorversterker ertussen heeft, waardoor het geluid dat er hoog-ohmig in komt er met een lage impedantie weer wordt uitgestuurd.
Het voordeel van gebufferd is dat er weinig tot geen verlies aan signaal kwaliteit als gevolg van draadweerstand in de volgende kabels optreedt. Nadeel is dat een hele reeks buffers zelf het signaal (afhankelijk van de kwaliteit) ietwat aantasten.
Veel gitaristen geven voorkeur aan een gebufferd pedaal of een aparte buffer als eerste en laatste in de "effect chain" waarbij de tussenliggende pedalen true bypass zijn.
Effectensysteem ontwerper Pete Cornish geeft de voorkeur aan alleen maar (goed) gebufferde pedalen, waarbij de eerste buffer een hoge ingangsimpedantie heeft en de rest een lage.
De meeste fuzzpedalen en trebleboosters die op basis van germanium-transistors werken klinken niet zoals ze bedoeld zijn wanneer er een ander circuit tussen de gitaar en het pedaal is geschakeld. Germanium-pedalen dienen dan ook voor de eerste buffer in de signaalketen te zitten.

## Functie
Pedalen zorgen voor effecten zoals chorus, flanger, phaser en echo, maar kunnen ook nog extra distortion, gain, treble, bass enz. aan het geluid toevoegen. Pedalen zijn ook zeer handig om bijvoorbeeld van clean naar oversturing over te schakelen.

## Markt
De goedkoopste pedalen zijn tegenwoordig voor minder dan 20 euro te verkrijgen. Dit zijn in China geproduceerde pedalen met weinig kwaliteitsgarantie. Hoewel de prijs erg laag ligt klinken sommige van deze pedalen redelijk goed. Vaak zijn dezelfde pedalen onder verschillende merknamen verkrijgbaar. 
De stompboxen van bekendere merken zitten afhankelijk van het soort pedaal, de kwaliteit en het merk tussen de 50 en 250 euro in. En dan zijn er merken die zo goed of gewild zijn dat ze in nog hogere prijscategorieën vallen. Er bestaat ook een markt dure, al dan niet naar specificaties van de klant, met de hand gebouwde pedalen. Deze worden “boutique-pedalen” genoemd. Er zijn echter ook veel fabrikanten die pedalen uit hun duurste productielijn “boutique” noemen om marketingtechnische redenen.
Verder zijn sommige vintage pedalen zo gewild dat ze op veilingen veel meer opbrengen dan ze ooit waard waren. Voorbeelden hiervan zijn de Klon Centaur, de Marshall Blues Breaker, de Boss CE-1 en de vroege Ibanez TS-808, TS-9 en TS-10 Tube Screamers.
In de jaren 2000 begonnen een aantal bedrijfjes bestaande pedalen te modificeren of te upgraden met hogere kwaliteit componenten of aanpassingen in het schema om zo de klank te verbeteren of veranderen. Een aantal van deze “modders” werden succesvol en kwamen met eigen lijnen pedalen. Keeley, Wampler, JHS en Analogman zijn bekende voorbeelden hiervan. Ook zijn veel modificaties in mod-fora op het internet te vinden. Zo kunnen sommige goedkope pedalen door het vervangen van enkele componenten als veel duurdere pedalen gaan klinken.

## Lijst van type effecten dat in pedaalvorm voorkomt

### Volume en vervorming
- Distortion
- Fuzz
- Overdrive
- Boost
- Attenuation (passieve volume regelaar)

### LFO-modulatie
- Chorus
- Vibrato
- Flanger
- Phaser
- Gemoduleerde Auto wah
- Tremolo
- Rotary-simulator
- Univibe stijl effecten.

### Toonband
- Equalizer
- Wah-wah

### Tijdsbewerking
- Delay (ook wel echo)
- Reverb

### Toonmodulatie
- Ringmodulator
- Octaver
- Pitchshifter

### Envelope filter
- Autowah

## Bekende fabrikanten
- Boss
- Ibanez
- Maxon
- Electro-Harmonix (EHX)
- DOD/Digitech/Hardwire
- TC Electronic
- Line 6
- Seymour Duncan
- Tech 21 NYC
- JHS
- Keeley
- Wampler
- J. Rockett
- Walrus Audio
- Analog.Man
- Klon
- Strymon (voor 2009 Damage Control)
- Neunaber
- Friedman Amplification
- Bogner
- ThorpyFX
- Empress Effects
- Source Audio
- Fender
- Marshall Amplification
- Korg (en ondermerk Vox)
- Zoom
- Behringer
- Joyo/Dr.J (ook gerebrand naar andere merken als Amoon en Harley Benton)
- Mooer
- Biyang (ook gerebrand naar andere merknamen waaronder Fame en Akai)
- Valeton
- Flamma